# Гейзер Матвій Мойсейович
Гейзер Матвій (Мотель) Мойсейович (* 14 січня 1940 (згідно комсомольського квитка, як сам зазначав у спогадах, дату вписав сам), Бершадь, Вінницька область, УРСР) — російський журналіст, літератор, публіцист та театрознавець, заслужений вчитель Російської Федерації (1991), доктор філологічних наук (2001).

## Життєпис
Його батько працював вчителем у єврейській школі. З приходом Другої світової війни на терени Вінниччини, котру окупували німецькі та румунські збройні сили, з родиною інтернований до бершадського гетто, батько там загинув, і багато з рідні. Після звільнення з полону живе в Білгороді-Дністровському.
У 1955 закінчив навчання в Тульчині. Навчався в Бельцях, закінчив педагогічний інститут. По тому працює математиком, згодом — директор московського педагогічного коледжу число 13.
Написав декілька книг, котрі, переважно, досліджують долю єврейської культури та єврейства на теренах колишніх Російської імперії та СРСР.
1996 року захищає кандидатську дисертацію: «Біблія у творчості російських поетів XIX — початку XX ст. (О. С. Пушкін, С. Я. Маршак)», захист відбувався в Московському державному відкритому педагогічному інституті.
Вийшли друком в російських і не тільки видавництвах незчисленні ліком його дослідження, есе, нариси, статті.
2001 року захистив докторську «Російсько-єврейська література XX століття».
2004 року починає співпрацю з видавництвом «Молода гвардія» — працює над серією «Жизнь замечательных людей» — зокрема, пише біографії єврейських діячів російської культури.
У цій серії видані такі його книги:
- «Зіновій Гердт»,
- «Маршак»,
- «Соломон Міхоелс»,
- «Фаїна Раневська»,
- «Леонід Утьосов»,
- комплект «Великі актриси».

Видані його книжки про єврейське гетто в Трансністрії:
- 1999 — «Сім свічок»,
- 2004 — «Подорож в країну Шоа»,
- 2009 — «Плач Єремії» — історії з єврейської культури на їдиш в СРСР.

2008 року спільно з режисером Юхимом Гольцманом зняв документальну стрічку «Актори убієнного театру» про Московський державний єврейський театр.